# Hendrik Petrus Berlage (Astronom)
Hendrik Petrus Berlage (* 24. Oktober 1896 in Amsterdam; † 3. März 1968 in Utrecht) war ein niederländischer Astronom, Geophysiker und Meteorologe.

## Leben
Hendrik Petrus Berlage kam am 24. Oktober als Sohn des berühmten niederländischen Architekten Hendrik Petrus Berlage und seiner Frau Marie Bienfait zur Welt. Er studierte von 1915 bis 1919 an der Eidgenössischen Technischen Hochschule Zürich und erhielt einen Ingenieursabschluss. Danach studierte er bis 1922 Mathematik und Physik an der Universität Leiden, kehrte 1923 nach Zürich zurück und wurde dort mit der Dissertation Untersuchung des De Quervain-Piccard'schen Seismographen und einiger allgemeiner seismometrischer Probleme promoviert.
Nach einer Zeit als Assistent am Institut für Geophysik in Straßburg ging er 1925 als Meteorologe an das Königlich Magnetische und Meteorologische Observatorium in Batavia (heute Jakarta). Nach den Kriegsjahren, die er in japanischer Internierung verbrachte, war er dort 1946/47 Direktor des Observatoriums und ab 1848 Professor für Geophysik in Bandung.
1951 kehrte er in die Niederlande zurück und ging er an das meteorologische Institut in De Bilt, von 1954 bis zu seinem Ruhestand 1966 war er Professor für Meteorologie, Ozeanografie und Klimatologie an der Universität Utrecht. Berlage war Mitglied der Königlich Niederländischen Akademie der Wissenschaften.
Sein astronomisches Interesse galt dem Ursprung des Sonnensystems und seiner Bestandteile, worüber er mehrfach publizierte und auch ein populärwissenschaftliches Buch The Origin of the Solar System (Der Ursprung des Sonnensystems) zu diesen Themenkreis schrieb. Er vertrat Nebelhyopothesen mit Ringbildung und strich besonders die Rolle von Magnetfeldern heraus.

## Ehrungen
- Der 1935 entdeckte Asteroid (4359) Berlage ist nach Hendrik Petrus Berlage benannt.[8]
- Im Jahre 1970 benannte die Internationale Astronomische Union den Mondkrater Berlage offiziell nach Hendrik Petrus Berlage.[9]